# Halalaimus horridus
Halalaimus horridus är en rundmaskart som beskrevs av Gerlach 1956. Halalaimus horridus ingår i släktet Halalaimus och familjen Oxystominidae. Arten är reproducerande i Sverige. Inga underarter finns listade i Catalogue of Life.